# Milorad Diskić
Milorad Diskić (Leskovac, 5 febbraio 1924 – Belgrado, 5 settembre 1995) è stato un calciatore jugoslavo, croato dal 1991, di ruolo difensore.

## Palmarès

### Club
- Campionato jugoslavo: 3

Hajduk Spalato: 1950
Stella Rossa: 1951, 1953

### Nazionale
- Argento olimpico: 1

Helsinki 1952